# 2011 en Saskatchewan
Chronologie de la Saskatchewan
- 2007
- 2008
- 2009
- 2010
- 2011
- 2012
- 2013
- 2014
- 2015

Cette page concerne des événements d'actualité qui se sont produits durant l'année 2011 dans la province canadienne de la Saskatchewan.

## Politique
- Premier ministre : Brad Wall
- Chef de l'Opposition :
- Lieutenant-gouverneur : Gordon Barnhart
- Législature :

## Événements
- 7 novembre : élection générale en Saskatchewan.

## Décès
- 16 avril : Allan Blakeney, premier ministre de la Saskatchewan (1971-1982).